# 申阳
申陽，中國內地男演員，出演電視劇《花間新娘》，《絕世：愛上霸道小侯爺》。 